# Comté de Lexington
Le comté de Lexington est l’un des 46 comtés de l’État de Caroline du Sud, aux États-Unis. Il a été fondé en 1804. Son siège est la ville de Lexington. Selon le recensement de 2010, la population du comté est de 262 391 habitants.

## Géographie
Le comté a une superficie de 1 963 km², dont 1 811 km² de terre ferme. 

## Démographie
| 1810  | 1820  | 1830  | 1840   | 1850   | 1860   |
| ----- | ----- | ----- | ------ | ------ | ------ |
| 6 641 | 8 083 | 9 065 | 12 111 | 12 930 | 15 579 |

| 1870   | 1880   | 1890   | 1900   | 1910   | 1920   |
| ------ | ------ | ------ | ------ | ------ | ------ |
| 12 988 | 18 564 | 22 181 | 27 264 | 32 040 | 35 676 |

| 1930   | 1940   | 1950   | 1960   | 1970   | 1980    |
| ------ | ------ | ------ | ------ | ------ | ------- |
| 36 494 | 35 994 | 44 279 | 60 726 | 89 012 | 140 353 |

| 1990    | 2000    | 2010    | - | - | - |
| ------- | ------- | ------- | - | - | - |
| 167 611 | 216 014 | 262 391 | - | - | - |